# إصابات العين الكيميائية
تحدث إصابات العين الكيميائية بسبب دخول مادة حمضية أو قلوية إلى العين. عادة ما تكون الحروق القلوية أسوأ من الحروق الحمضية. تؤدي الحروق الخفيفة إلى حدوث التهاب في ملتحمة العين بينما قد تسبب الحروق الأكثر شدة إلى حدوث عتامة على القرنية وتحولها إلى اللون الأبيض. يتم تشخيص الحالة باستعمال ورقة عباد الشمس، حيث تعد طريقة سهلة، من خلال التحقق من أن الرقم الهيدروجيني للعين ضمن النطاق الطبيعي من 7.0 إلى 7.2. عادة مايتم علاج الحرق الكيميائي بواسطة غسل العين بكميات كبيرة من الماء حتى يصبح الرقم الهيدروجيني للعين مابين 6 إلى 8. من الممكن استخدام قطرات العين ذات التخدير الموضعي لتقليل الألم الناتج عن الحرق.

## علم الأوبئة
في الولايات المتحدة الأمريكية، تحدث إصابات العين الكيميائية بشكل شائع بين البالغين في سن العمل. أفاد تحليل أُجري عام 2016 لزيارات أقسام الطوارئ منذ عام 2010 حتى عام 2013 بتسجيل حوالي 36000 زيارة سنوية لحروق كيميائية في العين، وبمتوسط العمر عند 32 عامًا. حسب سنة العمر الفردية، فإن أعلى معدلات الإصابات تكون عند الأطفال الذين تتراوح أعمارهم مابين السنة والسنتين، وبمعدلات أعلى، بنحو 50٪، من أعلى مجموعة من البالغين المعرضين للخطر (25 عامًا)، وأعلى بنحو 13 مرة من معدل الأطفال الذين تتراوح أعمارهم بين 7 سنوات. رجحت البحوثات المطولة إلى أن كبسولات المنظفات كانت المصدر الرئيسي للإصابة بين الأطفال الصغار.